# 浅野康介
浅野 康介（あさの こうすけ、1923年10月11日 - 1987年3月4日）は、日本の経営者。徳島県徳島市出身。

## 経歴
1947年に東京工業大学工学部機械工学科を卒業し、同年に日本軽金属に入社。1974年に取締役に就任し、1978年に常務、1980年6月に専務を経て、1982年6月に副社長に就任し、1983年11月には社長に昇格。
1987年3月4日脳出血のために死去。63歳没。